# 皇冠海岸
皇冠海岸，又名皇冠北海岸，位于台灣北海岸八里區至東北角一段，將其周边的眾多景點串成一線。因其“恰如一顆珍珠點綴在皇冠上”，遂以皇冠海岸名之。

## 景點
八里區、淡水區、三芝區、金山區、石門區、萬里區、瑞芳區、貢寮區等新北市八區及北海岸及觀音山國家風景區、東北角暨宜蘭海岸國家風景區等
- 淺水灣
- 麟山鼻
- 白沙灣海水浴場
- 富貴角
- 金山中角濱海公園
- 金山藝術溫泉鄉
- 燭台嶼
- 野柳地質公園
- 翡翠灣